# 2001 – En rymdodyssé
2001 – En rymdodyssé (engelska: 2001: A Space Odyssey) är en brittisk science fiction-roman av Arthur C. Clarke, utgiven 1968. En svensk översättning av Roland Adlerberth kom ut 1970. Den filmatiserades av Stanley Kubrick som År 2001 – Ett rymdäventyr. Den är den första delen i serien Rymdodysséerna.

## Handling

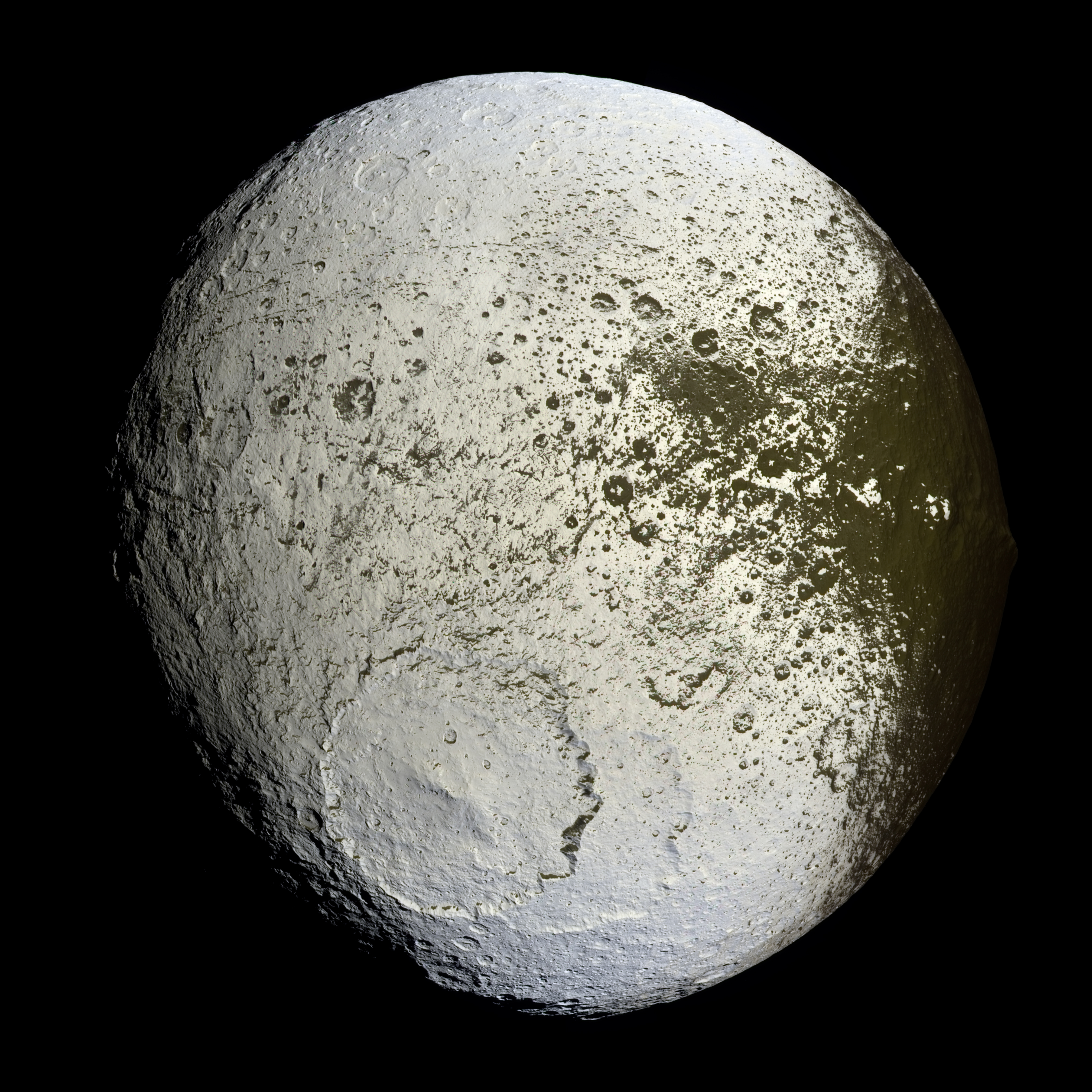
Japetus

Romanen behandlar bland annat människans ursprung (evolutionen) och samverkan mellan mänsklig och artificiell intelligens.
Någon gång i urtiden, för cirka tre miljoner år sedan, lever en primitiv, apliknande däggdjursart i flockar på Afrikas savanner. De för en tynande tillvaro och hotas att gå under som art. De saknar talat språk och använder inga verktyg. Vi får följa en av dessa flockar, då de kämpar för överlevnaden. En dag upptäcker de en stor, svart monolit. Förundrade och nyfikna samlas de kring monoliten, som börjar utforska och bearbeta deras intellekt. När monoliten är klar med sitt arbete, blir den åter passiv och primaterna återgår till sin tillvaro. Men någonting har skett i deras inre: Ett första steg mot mänsklig intelligens har tänts. Dessa smalnäsor börjar använda enkla verktyg och att äta kött. De har förvandlats till människans urfäder.
Scenförändring: Vi befinner oss ombord på en rymdfärja på väg att landa vid en rymdstation i omloppsbana runt jorden. Året är 1999. Ombord finns Heywood Floyd, en högt uppsatt chef inom NASA. Hans mål är månen och forskningsstationen Clavius där man upptäckt en egendomlig, mycket stark avvikelse i månens magnetfält, härstammande från en av månens kratrar, Tycho. Man kallar fenomenet "Tycho Magnetic Anomaly-One", eller TMA-1. Området kring TMA-1 har grävts ut och på platsen har man funnit en mycket stor, helt svart monolit i något för mänskligheten okänt material. Föremålets dimensioner är matematiskt exakta (längd, bredd och höjd förhåller sig till varandra som 1, 4 respektive 9, vilket också är kvadraterna på talen 1, 2 och 3) och dess yta står emot alla försök att utforska den. Man har lyckats fastställa dess ålder till tre miljoner år – det är uppenbart att den inte kan vara gjord av människor. Floyd och ett lag vetenskapsmän anländer till TMA-1 samtidigt som solen för första gången går upp över Tycho-kratern sedan monoliten för första gången grävdes fram. Monoliten avger då en kraftig radiosignal. Efteråt visar det sig att signalen var riktad mot planeten Saturnus. Vidare forskning visar att på Saturnus måne Japetus finns ytterligare en monolit – uppenbarligen mottagare av signalen.
Två år senare (2001) har rymdskeppet Discovery 1 nått fram till Saturnus för att undersöka monoliten närmare.
Skeppets besättning består av Dave Bowman, Frank Poole, skeppsdatorn HAL 9000 och tre vetenskapsmän försatta i artificiell dvala. Datorn HAL 9000 är försedd med artificiell intelligens och dess uppdrag är att på ett säkert sätt föra rymdskeppet till Saturnus. Då skeppet närmar sig Saturnus börjar HAL 9000 att bete sig underligt. Bowman och Poole börjar misstänka att allt inte står rätt till. Poole luras av HAL att göra en rymdpromenad. HAL har påstått att något är fel med en av rymdskeppets antenner. HAL mördar Poole, då han befinner sig utanför rymdskeppet för att reparera felet. Bowman försöker rädda Pooles liv och blir utlåst från rymdskeppet av HAL. Han lyckas ta sig in genom en nödsluss och upptäcker att HAL har stängt av det livsuppehållande systemet för de tre vetenskapsmännen. Bowman är nu fast besluten att stänga av HAL, för att själv ta kommandot över skeppet och fullgöra dess uppdrag – att utforska monoliten. Han kryper in i rymdskeppets innersta, där HAL:s hårdvara finns och stänger av datorn.
Då Bowman tagit kontrollen över rymdskeppet rapporterar han till rymdkontrollen på jorden vad som inträffat. Han beger sig därefter iväg i en av rymdskeppets kapslar för att utforska monoliten som står som en ensam mörk prick på den ljusa sidan av Saturnusmånen Japetus. Då han närmar sig den, öppnas plötsligt dess tidigare matt svarta, ogenomträngliga yta och det sista meddelandet som jorden uppsnappar från Bowman är: "Åh, herre Gud! – den är full av stjärnor!". Monoliten tar kontrollen över Bowmans kapsel och drar den in i sig. Där visar det sig finnas ett slags "kosmisk rangerbangård", där man färdas genom tid och rum, till synes bortom fysikens lagar. Bowman förs till ett egendomligt rum – en slags avbildning av en jordisk hotellsvit, i avvaktan på att vara redo att möta de utomjordiska varelser som en gång ingrep i jordens historia, i syfte att där skapa det dyrbaraste som finns i hela universum – intelligent liv.

## Om boken
Boken skrevs av Arthur C. Clarke parallellt med att han i samarbete med Stanley Kubrick tog fram manuskriptet till filmen. Det finns vissa skillnader mellan boken och filmen. I boken är den främmande monoliten placerad på Saturnus måne Japetus, medan den i filmen finns i lagrangepunkten mellan Jupiter och Io. Anledningen till denna förändring i filmen jämfört med boken var att det för den tidens filmmakare var för svårt att återskapa Saturnus ringar på film, därför flyttades den delen av handlingen till Jupiter istället. Men bara några år senare hade filmmakarna lärt sig animera Saturnus ringar på filmduken, i filmen Den tysta flykten från 1972.
Arthur C. Clarke skrev sedan flera fortsättningsromaner till 2001 och i fortsättningsromanerna kretsar monoliten runt Jupiter, inte runt Saturnus.